# Стівен Пол Вебер
Стівен Пол Вебер (англ. Steven Paul Weber; нар. 2 квітня 1958, Спокан, Вашингтон) — президент Міжнародної громадської організації «Асоціації милосердя «Еммануїл», голова правління Альянсу «Україна без сиріт» та громадський діяч. Сьогодні Стів Вебер очолює оргкомітет Глобального лідерського саміту в Україні і є регіональним директором корпорації «Християнська телевізійна мережа» (Christian Broadcasting Network) в СНД і Східній Європі.

## Біографія

### Ранні роки
Стів Вебер народився в місті Спокан, штаті Вашингтон. Другий з шести дітей, він виховувався батьками-християнами. Коли Стів був в підлітковому віці, сім'я переїхала до більш густонаселеного району Сієтла. З старших класів школи Стів любив математику і фізику, тому вирішив стати інженером. Оскільки сім'я була небагатою, навчання доводилося оплачувати самому. Через два роки навчання в коледжі, він вступив до Університету Вашингтона, де отримав освіту за спеціальністю інженер-конструктор. Після закінчення університету в 1980-му році був прийнятий на роботу інженером в компанію «Боїнг» – одну з найбільших аерокосмічних та оборонних корпорацій у світі. Він обслуговував літак «Боїнг 757».

### Перші поїздки в Радянський Союз
Ще за часів студентства Стів зі своїм другом почали створювати християнську програму, опитуючи студентів, що ті думають про віру, про Бога, чи вірять в Ісуса Христа. У той момент він і подумати не міг, що в майбутньому життя його буде дуже тісно пов'язане зі сферою телебачення.
У 1978-му році, проходячи місіонерську школу, Стів дав обіцянку служити і проповідувати в країнах Радянського Союзу. Протягом 30-ти днів студенти місіонерської школи знайомилися з різними служителями, які приїжджали гостями. В один із вечорів виступав проповідник, який кинув молодим людям виклик – чи знайдеться хоча б один серед них, хто вирішив би служити в Радянському Союзі. Стів Вебер був тим, хто відгукнувся на цей виклик.
У 1980-му році з чотирма своїми друзями Стів сів на літак та відправився у свою першу поїздку. Першим містом на їхньому шляху був Гельсінкі. 
У 1983 він перейшов на роботу до Global Frontier missions, щоб повністю присвятити себе служінню у країнах Союзу.
З 1983 по 1987 роки Стів постійно здійснював поїздки в різні міста СРСР, живучи в П'ятигорську, Санкт-Петербурзі, Краснодарі, Харкові, Москві та Києві, вивчаючи російську мову.

### Сім’я
У 1986-му році одна з колег по Місії запросила Стіва до себе на вечерю, куди прийшла і Крісті. Дізнавшись, що вона перукар, Стів запропонував вигідний бартер: оскільки він інженер і розбирається в техніці і двигунах, він ремонтуватиме її автомобіль в обмін на стрижки. Так почалося їх спілкування.
Потім на 6 місяців Стів знову поїхав у чергову поїздку, а коли повернувся, то відразу ж прийшов до свого перукаря, з якою почала зароджуватися дружба.
Оскільки сама Крісті була з християнської сім'ї, а її діди по обох лініях були служителями церкви, то вона змогла розділити ті цінності, якими вже довгий час жив Стів. Єдине що: вона сподівалася, що вони поїдуть на місіонерське служіння до Китаю.
У 1988 році пара одружилася. У 1990 році у них народилася перша дитина – дочка Ханна. Зараз вони виховують шістьох дітей, троє з яких – усиновлені в Росії та Україні.

## Співпраця з CBN
У 1987 році Стів став учасником одного з тренінгів, на якому розкривався абсолютно новий принцип проповіді – через медіа. У той час це були VHR касети.
1989 року Місія, де працював Стів, підписала контракт з Християнською телевізійною мережею CBN, після чого життя Стіва і його служіння стало нерозривно пов'язане зі сферою медіа. У цьому ж році в Манілі вони провели спільний з'їзд служителів з усіх країн світу, на якому вперше за довгий час були присутні лідери церков країн Радянського Союзу. Це був прорив, і після з'їзду почалися постійні поїздки та співпраця з церквами.
У 1990-му році родина Вебер вперше поїхала разом до Москви, де Стів був відповідальним за євангельських церков, який повинен був відбутися в жовтні цього ж року і об'єднати всі конфесії. Одна з найбільших змін, яка стала результатом конгресу і відбулася у суспільстві, – це відкритий діалог з лідерами православної церкви. Зустрічі з патріархом Кирилом, інтерв'ю з митрополитом Сабоданом – все це заклало фундамент для подальшого зближення протестантського і православного напрямків.
У 1991 році Стів з дружиною і 8-місячною дитиною переїхали жити до Києва, де перші 5 місяців ніяк не могли знайти житло і мусили знімати номери в готелях. Плануючи своє після розпаду СРСР, сім'я Стіва і Крісті Вебер вирішила залишитися в Києві, де живуть і зараз.
У 1992 році CBN була зареєстрована в Україні під назвою Міжнародної громадської організації «Асоціації милосердя «Еммануїл», а Стів Вебер став її президентом. У 2001 році «Асоціація «Еммануїл» ініціювала додаткові проекти, які включають в себе освітні програми з надання допомоги ромським громадам в Західній Україні, а також проект «Школа життя», направлений на сиріт та знедолених дітей по всій Росії, Україні, Молдові, Вірменії, Грузії та Киргизстану, медичну клініку в Києві, допомогу сходу України, всесвітньо відомий християнський мультсеріал «Суперкнига» і багато інших.

### Посади
Регіональний директор офісу CBN в країнах СНД
Президент Міжнародної громадської організації «Асоціації милосердя «Еммануїл»
Голова Альянсу «Україна без сиріт»
Голова організаційного комітету Глобального лідерського саміту в Україні
Ініціатор руху «Територія відповідальності» і Альянсу «Україна за сім’ю»